# Hands Up (Merk & Kremont)
Hands Up è un singolo dei DJ italiani Merk & Kremont, pubblicato il 6 aprile 2018.
Il singolo ha visto la partecipazione alla parte vocale del gruppo musicale statunitense DNCE.
Il brano è entrato in rotazione radiofonica nell'estate dello stesso anno.

## Video musicale
Il videoclip è stato pubblicato il 9 agosto 2018 sul canale Vevo-YouTube dei DJ.
Il video mostra l'avventura di un bicchiere umanoide che si ritrova in una festa con altri oggetti umanoidi, poi mostra Merk & Kremont fare i DJ alla festa e il bicchiere ritornare a casa.

## Classifiche
| Classifica (2018) | Posizione massima |
| ----------------- | ----------------- |
| Italia            | 42                |
| Russia (Tophit)   | 1                 |